# Giovanni Battista Vanni

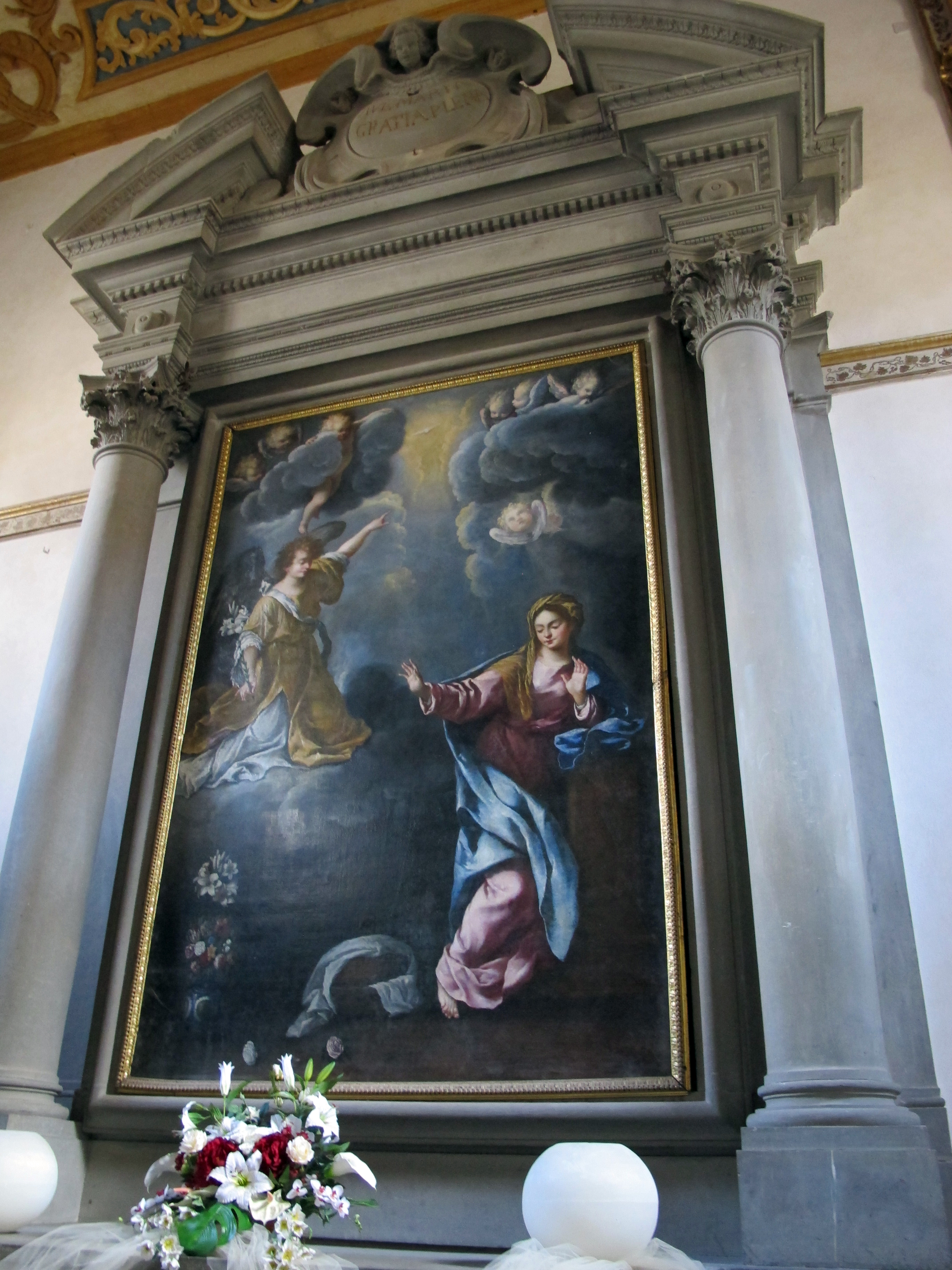
Annunciazione („Verkündigung an Maria“)

Giovanni Battista Vanni (* 21. Februar 1599; † 27. Juli 1660 in Pistoja) war ein italienischer Maler und Radierer des Barock.

## Biographie
Geboren wurde Giovanni Battista Vanni entweder in Florenz oder Pisa. Er war Schüler von Aurelio Lomi, Jacopo da Empoli, Matteo Rosselli, Giovanni Bilivert und Alessandro Allori. Zudem widmete er sich bei Giulio Parigi Architekturstudien. Von 1624 bis 1632 lebte er in Rom und kehrte dann nach einer Reise nach Venedig wieder zurück nach Florenz.
Bekannt ist er vor allem für seine Radierungen, unter anderem 15 Platten nach Fresken von Correggio in der Kuppel von San Giovanni in Parma, eine nach dem Gemälde Marter der Heiligen Placidus und Flavia, ebenfalls von Correggio und eine nach der Hochzeit zu Kana von Paolo Veronese. Um 1660 verzierte er im Auftrag des Abts Ippolito Bracciolini den Kreuzgang des Klosters San Benedetto in Pistoia mit Fresken.